# Allophylus pachyphyllus
Allophylus pachyphyllus là một loài thực vật]] thuộc họ Sapindaceae. Đây là loài đặc hữu của Jamaica.